# Barbut verd llistat
El barbut verd llistat (Psilopogon lineatus) és una espècie d'ocell de la família dels megalèmids (Megalaimidae) que habita boscos, horts i ciutats de les terres baixes fins als 1000 m, al nord-est de l'Índia, Myanmar, Tailàndia, nord i centre de Malaca, Indoxina, Java i Bali.